# TVB

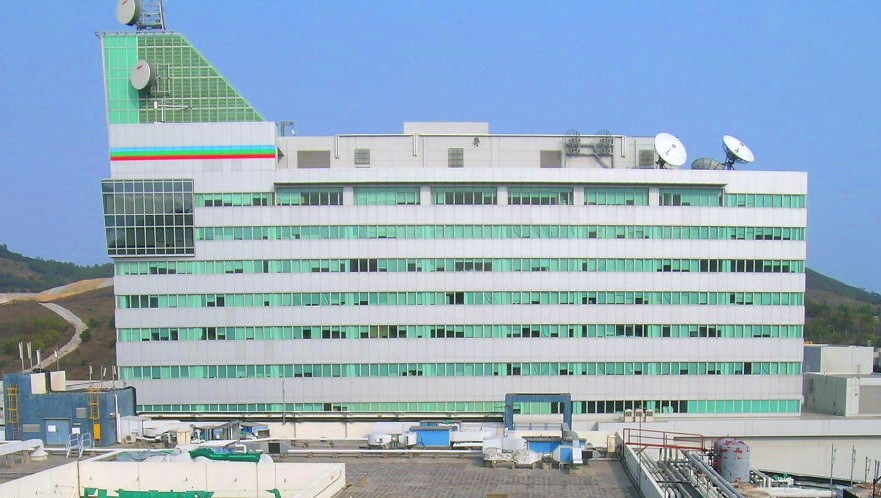
Trụ sở của TVB city tại Vịnh Tướng Quân, Hồng Kông

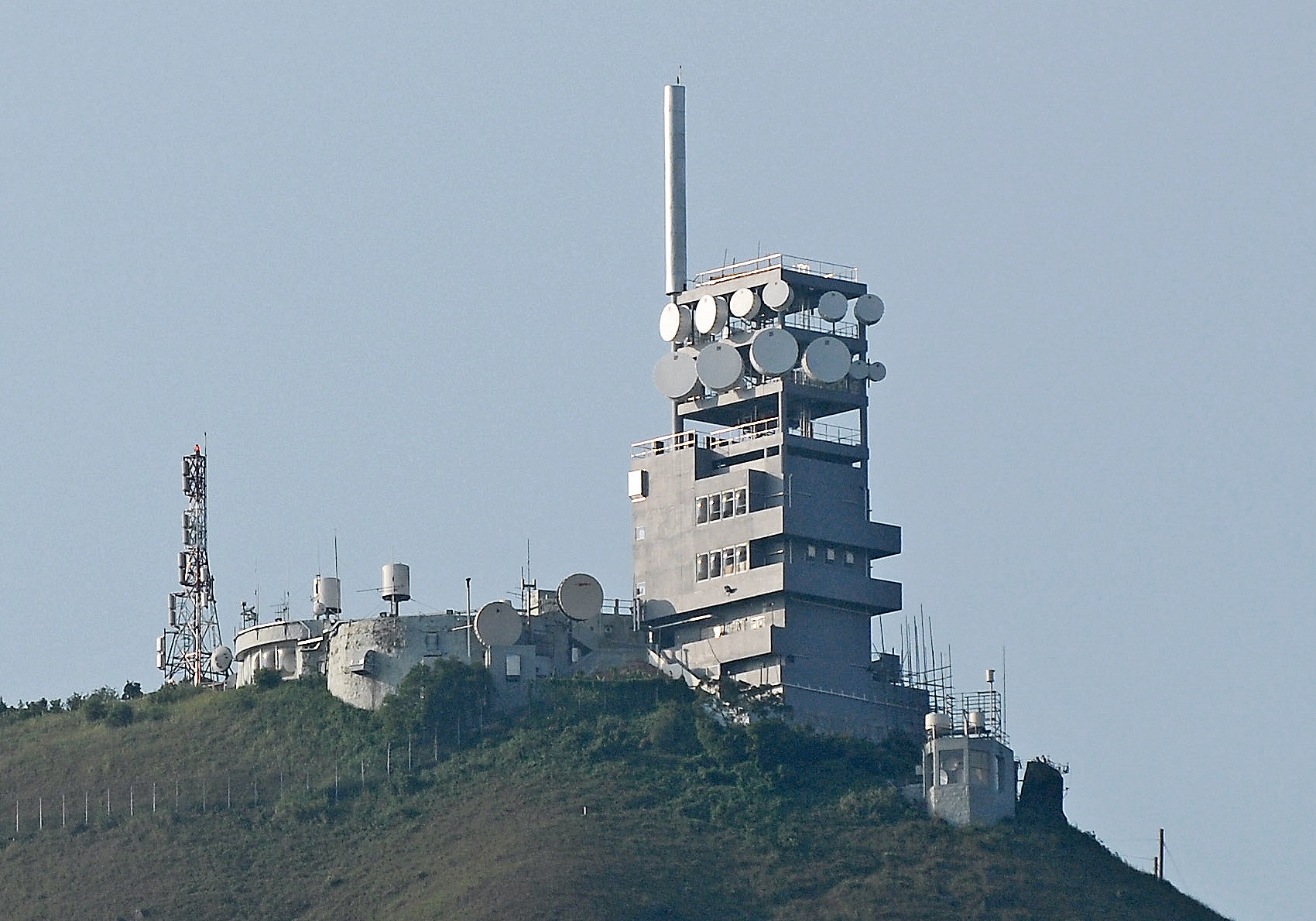
Một trạm phát sóng của TVB

TVB (viết tắt từ tiếng Anh: Television Broadcasts Limited; giản thể: 电视广播有限公司; phồn thể: 電視廣播有限公司; Hán-Việt: Điện thị quảng bá hữu hạn công ty; bính âm: Diànshì guǎngbò yǒuxiàn gōngsī; Việt bính: din6 si6 gwong2 bo3 jau5 haan6 gung1 si1 ; là Công ty Trách nhiệm hữu hạn Phát thanh Truyền hình) là một đài truyền hình thương mại tại Hồng Kông. Đài TVB bắt đầu phát sóng ngày 19 tháng 11 năm 1967. TVB là một trong ba đài phát thanh truyền hình miễn phí qua sóng ở Hồng Kông chỉ sau hai đài là RTHK và HKTVE. Trong giai đoạn 1967-1973, đây là đài duy nhất phát sóng tại Hồng Kông, cho nên người Hồng Kông ngày nay vẫn quen gọi đài này là Vô tuyến điện thị (無綫電視, nghĩa là Vô tuyến truyền hình) hoặc chỉ đơn giản là Vô tuyến (無綫). Hiện nay, TVB vẫn là một trong những đài phát sóng bằng tiếng Quảng Đông lớn nhất trên thế giới.

## Dịch vụ
TVB điều hành một số kênh truyền hình miễn phí tại Hồng Kông. Hai kênh nổi tiếng nhất của TVB là TVB Jade (tiếng Quảng Đông) và TVB Pearl (tiếng Anh). Truyền hình kỹ thuật số được TVB chính thức áp dụng vào ngày 31/12/2007 với 2 kênh là J2 và iNEWS. Những kênh này đều đạt tiêu chuẩn về cá hình ảnh và âm thanh HD; trong đó, kênh HD Jade là kênh duy nhất tại Hồng Kông hiện nay phát sóng độ nét cao (HD) 24 giờ/ngày.
Hiện tại, TVB có 5 kênh truyền hình quảng bá là:
TVB Jade (tiếng Trung: 翡翠台): kênh truyền hình tổng hợp phát sóng bằng tiếng Quảng Đông, phát sóng từ ngày 19 tháng 11 năm 1967.
TVB Pearl (tiếng Trung: 明珠台): kênh truyền hình tổng hợp phát sóng bằng tiếng Anh, một số chương trình được phát sóng thêm tiếng Quảng Đông và tiếng Phổ thông, phát sóng từ ngày 19 tháng 11 năm 1967.
TVB Plus:.
TVB News (tiếng Trung: 無綫新聞台): kênh tin tức 24/24 giờ. Phát sóng thử nghiệm từ ngày 11 tháng 11 năm 2008, phát sóng chính thức từ ngày 1 tháng 1 năm 2009 với tên gọi TVB I-News. Từ ngày 15 tháng 8 năm 2017, kênh có tên gọi TVB News như hiện nay.
TVB cũng phát sóng cho các cộng đồng người Trung Quốc ở nước ngoài. Sản phẩm của TVB được xem tại Trung Quốc đại lục, Đài Loan, Ma Cao, Mỹ, Vương quốc Anh, Canada, Úc, Ai-len, New Zealand, Thái Lan, Malaysia và Singapore, tại những quốc gia khác, trên các kênh riêng của TVB như TVBS-Châu Âu [ thuê bao dịch vụ vệ tinh] . Tại Đài Loan, TVB hoạt động thông qua chi nhánh TVBS của họ.
Nhiều ngôi sao điện ảnh và nhạc pop Hồng Kông đã bắt đầu sự nghiệp của họ tại đài TVB thông qua các bộ phim truyền hình được sản xuất bởi TVB. Các sự kiện đặc biệt của TVB như lễ kỷ niệm hàng năm của TVB được phát sóng rộng rãi. TVB cũng tổ chức các chương trình thi tuyển tài năng như Hoa hậu Hồng Kông và cuộc thi sắc đẹp Hoa hậu Trung Hoa quốc tế. Thí sinh thành công có thể nhận được hợp đồng với TVB và đại diện cho Hong Kong tham gia cuộc thi sắc đẹp tầm cỡ thế giới, bao gồm cả cuộc thi Miss World.